# Головний убір

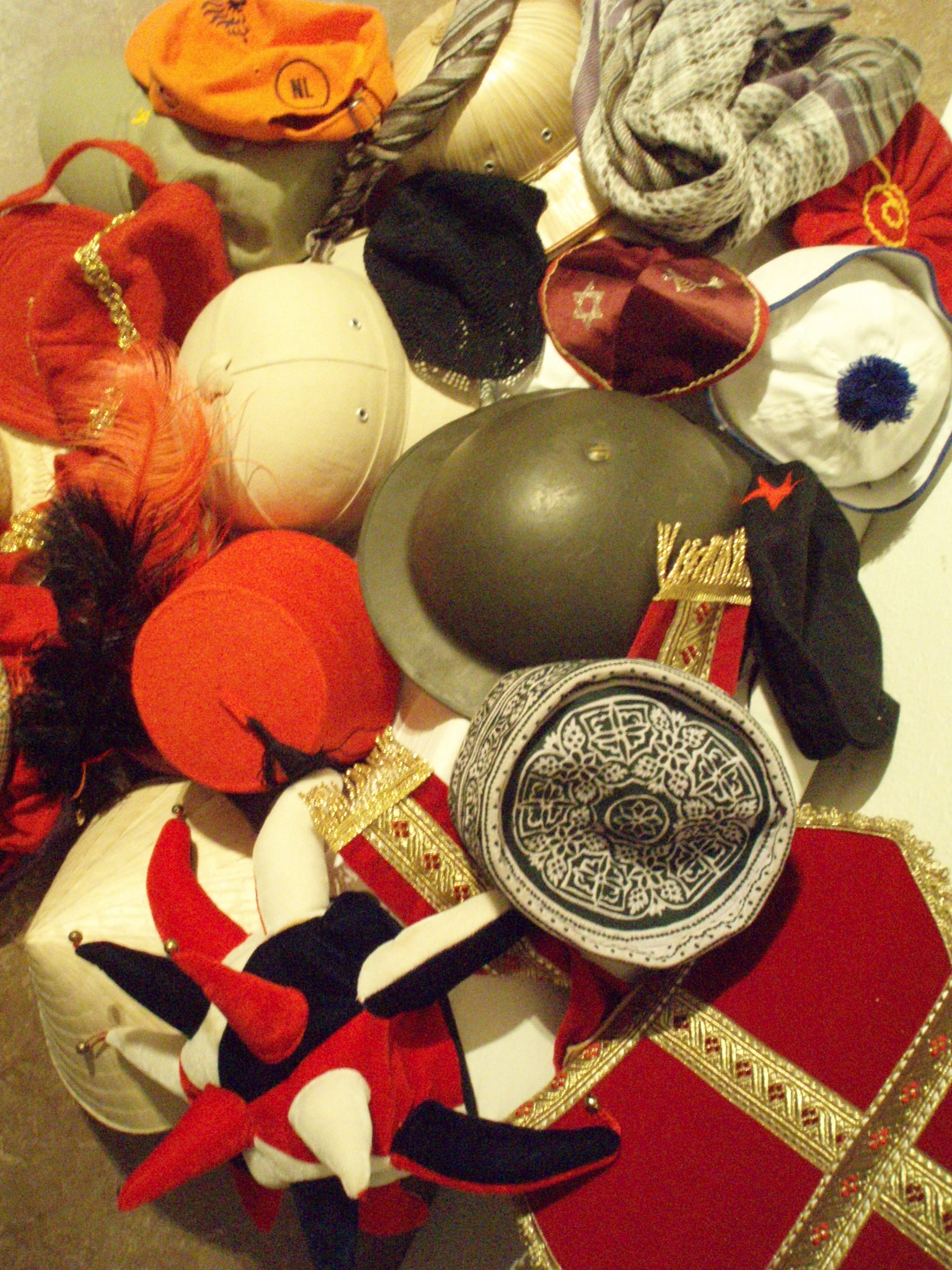
Колекція головних уборів

Головний убір — елемент одягу, що надягається на голову, та/або оснащений регульованими кріпленнями для голови

## Функції
Головний убір може мати різні функції:
- Захист — від сонячного удару (наприклад: бриль), переохолодження, струсу мозку (наприклад: шолом), при виконанні будь-яких робіт для захисту очей та обличчя (наприклад: захисні щитки)
- Прикраса — для моди (наприклад: діадема)
- Релігійна символіка — (наприклад: вінок, митра)
- Ознака статусу — (наприклад: циліндр, корона)

## Види головних уборів
Див. докладніше Види головних уборів

### Баффи
Баф (Buff) — це багатофункціональний головний убір, призначений для захисту від несприятливих природних факторів: вітру, сонця, холоду та пилу.
Buff® є похідним від слова «bufanda» (буфанда), що означає «шарф» іспанською мовою.
Першою представила цей продукт американська компанія Buff® в 1992 році.
Сьогодні бафами називають ціле сімейство головних уборів: бандани, косинки, піратки та інші.
Різновиди бафів: сучасні бафи випускаються в двох основних форм-факторах: еластичні безшовні шарфи (нагадують відрізаний рукав светра) і шарфи з капюшоном.
Різноманітність забарвлення бафів вражає уяву: від строгих однотонних, до веселеньких різнокольорових або брендованих моделей. Систематично на ринку з'являються бафи з забарвленням від іменитих дизайнерів або присвячені якійсь пам'ятній події.
Крім того, бафи можна умовно розділити на дві великі групи: виготовлені переважно з синтетики і виготовлені з натуральних матеріалів. Синтетичні — швидше сохнуть, але так само швидко набувають яскраво вираженого запаху поту, а бафи з натуральних матеріалів повільніше сохнуть, але довгий час залишаються без запаху.

### Перуки
Захисні щитки

## Інтернет-ресурси
- The Head Covering Movement Christian head covering in the US
- Headgear Fashion Plates from The Metropolitan Museum of Art Libraries